# Framlingham
Framlingham ist eine Kleinstadt (Market town) und Gemeinde (Civil parish) im Distrikt East Suffolk in der Grafschaft Suffolk in England.

## Geschichte
Der Ort geht auf eine angelsächsische Gründung zurück und wird im Domesday Book genannt. Die Herzöge von Norfolk, zuerst die Familie Mowbray, dann seit 1483 die Familie Howard, hatten ihren Sitz auf Framlingham Castle für über 400 Jahre. 1553 hielt sich Mary Tudor auf der Flucht in Framlingham Castle auf. Auf Auswanderer aus Framlingham geht die Gründung von Framingham, Massachusetts, zurück. Im Zweiten Weltkrieg befand sich in der Nähe ein Flugplatz für Bomber der Royal Air Force.

## Verkehr

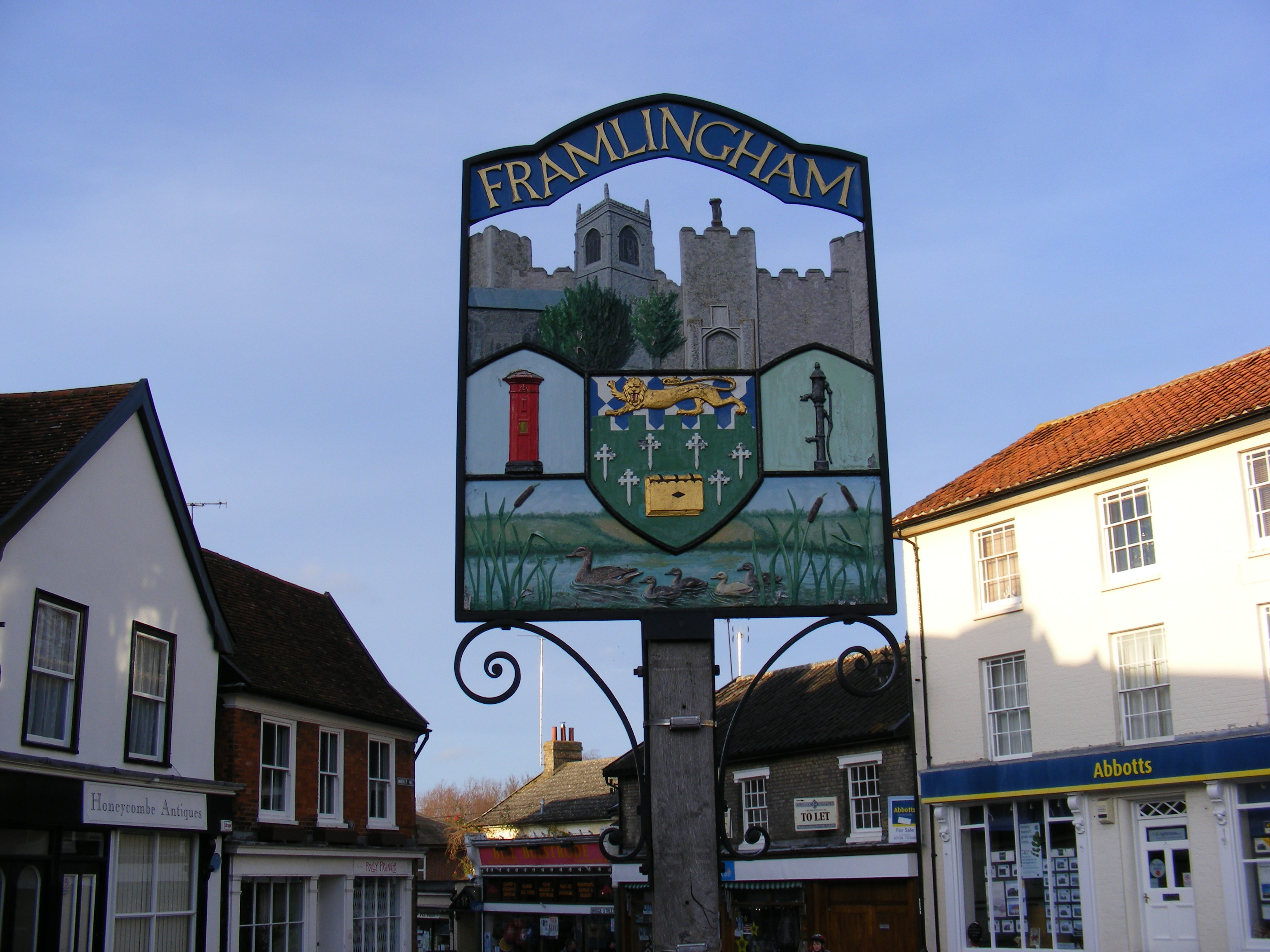
Ortsschild von Framlingham

In Framlingham kreuzen sich die Straßen B1116, B1119 und B1120.
Die Nebenbahn nach Framlingham wurde für den Personenverkehr 1950 und für den Frachtverkehr um 1960 stillgelegt.

## Sehenswürdigkeiten

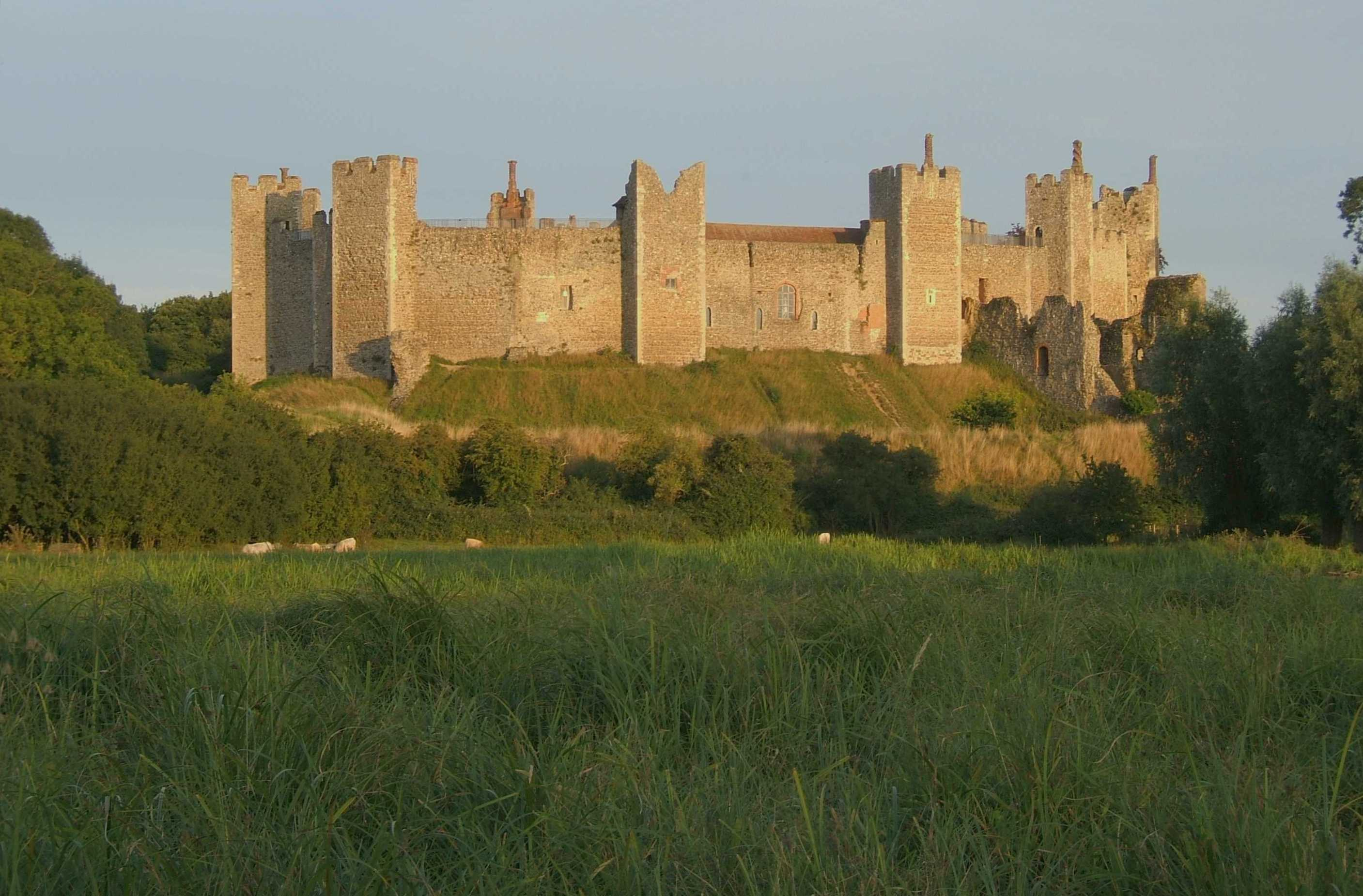
Framlingham Castle

Framlingham ist für seine festungsartige Burg Framlingham Castle (English Heritage) und die Pfarrkirche Saint Michael mit Gräbern der Herzöge von Norfolk, insbesondere aus der Familie der Howard, bekannt.

## Bildung und Kultur
In Framlingham befindet sich neben einer Sekundarschule das unabhängige Framlingham College.
Im Sommer findet in Framlingham ein Kunstfestival statt.

## Persönlichkeiten
- Henry Thompson (1820–1904), Chirurg
- Ed Sheeran (* 1991), Sänger und Songwriter